# 치우라마
치우라마는 주로 루마니아와 몰도바 요리에서 발견되는 음식이다. 이 음식의 이름은 튀르키예어(çullama)에서 유래한 것으로 추정되지만, 형태는 완전히 무관하며 후자와 전혀 닮지 않았다. 이것은 고기(특히 가금) 또는 버섯을 화이트 소스에 넣어 준비한다. 소스는 밀가루 루(현지에서는 "런터시"라고 알려져 있음)에 우유, 크림, 수프 또는 이들의 조합으로 만든다. 전형적인 양념에는 백후추와 육두구가 포함되지만 이에 국한되지는 않는다.

## 같이 보기
- 버섯 요리 목록